# Ходкевич, Юрий Юрьевич
Ю́рий Ю́рьевич Ходке́вич (ок. 1570 — 26 октября 1595, Берестовица) — государственный деятель Великого княжества Литовского, кравчий великий литовский (1588—1590), староста жемайсткий (1590—1595), маршалок Трибунала Литовского (1594).

## Биография
Представитель литовского магнатского рода Ходкевичей герба «Ходкевич», младший сын каштеляна трокского Юрия Александровича Ходкевича (1524—1569) и княжны Софии Юрьевны Слуцкой (ум. 1571). Старший брат — каштелян виленский Иероним Ходкевич (1560—1617).
Был воспитан в православии, но во время учёбы в иезуитском коллегиуме перешел в римско-католическую веру (также сделал его брат) и стал ярым сторонником новой религии. В 1588 году получил должность кравчего великого литовского, а 1590 году стал генеральным старостой жемайтским, в 1594 году был избран маршалком Трибунала ВКЛ.
В 1594 году женился на кальвинистке Софии Николаевне Радзивилл (ум. до 1604), дочери воеводы новогрудского Николая Радзивилла (1546—1589) и Софии Хелены Глебович. В браке родился сын Николай, который скончался в младенчестве.
26 октября 1595 года Юрий Ходкевич скоропостижно скончался в городе Берестовица. Был похоронен в Супрасльском Благовещенском монастыре.